# Harry Grant
Harry Fletcher Grant, né le 10 juin 1877 à Cambridge (Massachusetts) et mort le 8 octobre 1915 à Sheepshead Bay, Brooklyn New York, était un pilote automobile américain, spécialiste de courses de côte.

## Biographie
Après avoir travaillé pour Stanley Brothers dès 1898 (un constructeur de véhicules à vapeur), il rejoignit l'American Locomotive Company automobile (ou ALCO) en 1905, à l'usine Providence. En 1907 il vendait les modèles de la marque chez un concessionnaire de Boston.
Il disputa ses premières courses automobiles tardivement en 1907, alors âgé de 30 ans à Readville (Massachusetts), pour un dirty track (tout-terrain) sur 5, 20  et   50 miles, s'imposant dans les deux premières manches avec un véhicule de son patron, crevant dans la troisième et terminant cependant deuxième du classement global. En 1908 il revint à Readville, et gagna les trois manches devant des pilotes de la trempe de Barney Oldfield, Ralph DePalma, Louis Chevrolet, George Robertson ou Bob Burman. Dans la foulée il termina deuxième en stock-car sur route à Lowell (Massachusetts) et s'imposa au Worcester, Massachusetts hill climb (ainsi que l'année suivante). 
Entre 1908 et 1909, il remporta les 20 courses de côte dans lesquelles il s'engagea.
Il est le premier double vainqueur (consécutivement) de la Coupe Vanderbilt, le seul à Long Island, pour l'ALCO (ou Alco). 
Il mourut après un accident à Sheepshead Bay, alors qu'il s'entraînait en vue de participer à la Coupe Astor, après avoir encore disputé les étitions 1914 (à Santa Monica) et 1915 (à San Francisco, sur Stutz) de la Coupe Vanderbilt. Pilotant alors une Maxwell, son véhicule s'embrasa sur la piste. Ayant des difficultés à se dégager du volant du fait de sa corpulence (malgré l'aide de ses coéquipiers Eddie Rickenbacker et Earl Cooper), il fut très gravement brûlé et décéda une semaine plus tard à l'hôpital de Coney Island Hospital, où Cooper l'avait transporté en catastrophe avec sa Stutz.

## Principales victoires

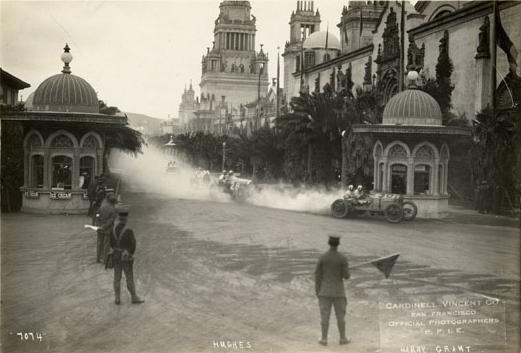
Grant devant Hughie Hughes, lors de l'édition 1915 de la Coupe Vanderbilt à San Francisco, ici au milieu des rues de l'exposition Panama-Pacifique.

- Coupe Vanderbilt, en 1909 et 1910 (les deux fois sur Alco 6 cylindres);
  - 4e de la Coupe Vanderbilt en 1911, sur Lozier (à Savannah).

## Résultats à l'Indy 500
- 5e en 1915;
- 4 participations entre 1911 et 1915.

## Résultats en championnat racing car AAA
(participation de 1909 à 1915, avec 23 départs: 2 victoires (citées) pour 4 podiums - 8 "top 5"-, ainsi que 2 poles, et 4e du championnat en 1911)
- 2e du Trophée d'Elgin, en 1911 (4e en 1913 sur Isotta).